# Sytkivtsi
Sytkivtsi (Oekraïens: Ситківці, Russisch: Ситковцы, Pools: Sitkowce, Duits: Sytkiwzi) is een stedelijke nederzetting in het oblast Vinnytsja, Oekraïne. De stad ligt 80 kilometer ten zuidoosten van Vinnytsja, de hoofdstad van het gelijknamige oblast.